# 1976年夏季奥林匹克运动会巴巴多斯代表团
1976年夏季奥林匹克运动会巴巴多斯代表团是巴巴多斯派出的1976年夏季奥林匹克运动会代表团。